# مدار ۶۵ درجه شمالی
مدار ۶۵ درجه شمالی، دایره‌ای از عرض جغرافیایی است که در ۶۵ درجهٔ شمالی خط استوا  قرار دارد.

## گذر از مناطق
از نصف‌النهار مبدأ شروع می‌شود و به سمت مشرق ۶۵ درجه شمالی از موارد زیر گذر می‌کند:
| مختصات‌ها                                             | کشور، قلمرو یا دریا | توضیحات                                                         |
| ---------------------------------------------------- | ------------------- | --------------------------------------------------------------- |
| ۶۵°۰′ شمالی ۰°۰′ شرقی / ۶۵٫۰۰۰°شمالی ۰٫۰۰۰°شرقی      | اقیانوس اطلس        | دریای نروژ                                                      |
| ۶۵°۰′ شمالی ۱۱°۳۷′ شرقی / ۶۵٫۰۰۰°شمالی ۱۱٫۶۱۷°شرقی   | نروژ                | نورد تروندلاگ; نوردلند; Nord-Trøndelag                          |
| ۶۵°۰′ شمالی ۱۴°۱۰′ شرقی / ۶۵٫۰۰۰°شمالی ۱۴٫۱۶۷°شرقی   | سوئد                |                                                                 |
| ۶۵°۰′ شمالی ۲۱°۲۳′ شرقی / ۶۵٫۰۰۰°شمالی ۲۱٫۳۸۳°شرقی   | دریای بالتیک        | خلیج بوتنی                                                      |
| ۶۵°۰′ شمالی ۲۴°۳۴′ شرقی / ۶۵٫۰۰۰°شمالی ۲۴٫۵۶۷°شرقی   | فنلاند              | جزیرهٔ Hailuoto and mainland                                     |
| ۶۵°۰′ شمالی ۲۹°۳۶′ شرقی / ۶۵٫۰۰۰°شمالی ۲۹٫۶۰۰°شرقی   | روسیه               |                                                                 |
| ۶۵°۰′ شمالی ۳۴°۴۸′ شرقی / ۶۵٫۰۰۰°شمالی ۳۴٫۸۰۰°شرقی   | دریای سفید          | Onega Bay                                                       |
| ۶۵°۰′ شمالی ۳۵°۴۲′ شرقی / ۶۵٫۰۰۰°شمالی ۳۵٫۷۰۰°شرقی   | روسیه               | جزایر سولووتسکیه                                                |
| ۶۵°۰′ شمالی ۳۵°۵۱′ شرقی / ۶۵٫۰۰۰°شمالی ۳۵٫۸۵۰°شرقی   | دریای سفید          | Onega Bay                                                       |
| ۶۵°۰′ شمالی ۳۶°۴۸′ شرقی / ۶۵٫۰۰۰°شمالی ۳۶٫۸۰۰°شرقی   | روسیه               | Onega Peninsula                                                 |
| ۶۵°۰′ شمالی ۳۷°۴۳′ شرقی / ۶۵٫۰۰۰°شمالی ۳۷٫۷۱۷°شرقی   | دریای سفید          | Dvina Bay                                                       |
| ۶۵°۰′ شمالی ۴۰°۱۹′ شرقی / ۶۵٫۰۰۰°شمالی ۴۰٫۳۱۷°شرقی   | روسیه               |                                                                 |
| ۶۵°۰′ شمالی ۱۷۹°۵۳′ شرقی / ۶۵٫۰۰۰°شمالی ۱۷۹٫۸۸۳°شرقی | دریای برینگ         | Gulf of Anadyr                                                  |
| ۶۵°۰′ شمالی ۱۷۵°۵۲′ غربی / ۶۵٫۰۰۰°شمالی ۱۷۵٫۸۶۷°غربی | روسیه               | شبه‌جزیره چوکچی                                                  |
| ۶۵°۰′ شمالی ۱۷۲°۱۳′ غربی / ۶۵٫۰۰۰°شمالی ۱۷۲٫۲۱۷°غربی | تنگه برینگ          | گذرکردن از شمال King Island, آلاسکا, ایالات متحده آمریکا        |
| ۶۵°۰′ شمالی ۱۶۶°۴۱′ غربی / ۶۵٫۰۰۰°شمالی ۱۶۶٫۶۸۳°غربی | ایالات متحده آمریکا | آلاسکا                                                          |
| ۶۵°۰′ شمالی ۱۴۱°۰′ غربی / ۶۵٫۰۰۰°شمالی ۱۴۱٫۰۰۰°غربی  | کانادا              | یوکان نورت‌وست تریتوریز - passing through دریاچه گریت بر نوناووت |
| ۶۵°۰′ شمالی ۸۷°۷′ غربی / ۶۵٫۰۰۰°شمالی ۸۷٫۱۱۷°غربی    | Roes Welcome Sound  |                                                                 |
| ۶۵°۰′ شمالی ۸۶°۱۲′ غربی / ۶۵٫۰۰۰°شمالی ۸۶٫۲۰۰°غربی   | کانادا              | نوناووت - جزیره ساوت‌همپتن                                       |
| ۶۵°۰′ شمالی ۸۳°۱۷′ غربی / ۶۵٫۰۰۰°شمالی ۸۳٫۲۸۳°غربی   | Foxe Basin          |                                                                 |
| ۶۵°۰′ شمالی ۷۸°۳′ غربی / ۶۵٫۰۰۰°شمالی ۷۸٫۰۵۰°غربی    | کانادا              | نوناووت - جزیره بافین                                           |
| ۶۵°۰′ شمالی ۶۶°۳۰′ غربی / ۶۵٫۰۰۰°شمالی ۶۶٫۵۰۰°غربی   | Cumberland Sound    |                                                                 |
| ۶۵°۰′ شمالی ۶۳°۴۹′ غربی / ۶۵٫۰۰۰°شمالی ۶۳٫۸۱۷°غربی   | کانادا              | نوناووت - Cumberland Peninsula, جزیره بافین                     |
| ۶۵°۰′ شمالی ۶۳°۲۷′ غربی / ۶۵٫۰۰۰°شمالی ۶۳٫۴۵۰°غربی   | تنگه دیویس          |                                                                 |
| ۶۵°۰′ شمالی ۵۲°۱۱′ غربی / ۶۵٫۰۰۰°شمالی ۵۲٫۱۸۳°غربی   | گرینلند             |                                                                 |
| ۶۵°۰′ شمالی ۳۹°۴۷′ غربی / ۶۵٫۰۰۰°شمالی ۳۹٫۷۸۳°غربی   | اقیانوس اطلس        | تنگه دانمارک                                                    |
| ۶۵°۰′ شمالی ۲۳°۱۴′ غربی / ۶۵٫۰۰۰°شمالی ۲۳٫۲۳۳°غربی   | ایسلند              |                                                                 |
| ۶۵°۰′ شمالی ۱۳°۳۶′ غربی / ۶۵٫۰۰۰°شمالی ۱۳٫۶۰۰°غربی   | اقیانوس اطلس        | دریای نروژ                                                      |